# 濠鏡十景
濠鏡十景，是指昔日澳門十個優美景致，昔日美景因時代變遷部分至今巳不復存在。自1992年八個澳門社團聯合發起評選，從43個澳門景點中選出的八個景點成為澳門八景，濠鏡十景從此便成為歷史名詞。
據清乾隆年間出版的《澳門記略》，記載了廣州府第一任澳門海防軍民同知印光任所寫的五言詩「濠鏡十景」，當中便抒發了筆者對昔日澳門美景的懷念和欣賞。「濠鏡」是澳門的舊稱之一，「十景」所指的十個優美景致，分別是：
- 南灣浴日
- 蓮峰夕照
- 濠鏡夜月
- 雕樓春曉
- 三巴曉鐘
- 青洲煙雨
- 雞頸風帆
- 橫琴秋霧
- 望洋燈火
- 蘭寺濤光